# Слобозія (Васлуй)
Слобозія (рум. Slobozia) — село у повіті Васлуй в Румунії. Входить до складу комуни Гирчень.
Село розташоване на відстані 272 км на північ від Бухареста, 40 км на захід від Васлуя, 52 км на південний захід від Ясс.

## Населення
За даними перепису населення 2002 року у селі проживали 465 осіб. Усі жителі села рідною мовою назвали румунську.
Національний склад населення села:
| Національність | Кількість осіб | Відсоток |
| -------------- | -------------- | -------- |
| румуни         | 435            | 93,5%    |
| цигани         | 30             | 6,5%     |